# Абрамов, Шетиель Семёнович
Шетие́ль Семёнович Абра́мов (11 ноября 1918, Дербент, Дагестанская область — 14 мая 2004, Москва) — советский офицер, участник Великой Отечественной войны, Герой Советского Союза (1945), подполковник (1995).
В годы Великой Отечественной войны особо отличился в боях при освобождении города Познань (ныне Польша). 19 февраля 1945 года после выхода из строя командира батальона принял командование на себя. При штурме познанской цитадели его батальоном было уничтожено до 400 и взято в плен большое число солдат и офицеров противника.
В послевоенные годы — декан геологоразведочного факультета Грозненского нефтяного института, Заслуженный деятель науки Чечено-Ингушской АССР, кандидат геолого-минералогических наук.

## Биография
Родился 11 ноября 1918 года в городе Дербент (ныне Республика Дагестан). Горский еврей. Окончил 10 классов школы в городе Махачкала (Дагестан), в 1941 году — 3 курса геологоразведочного факультета Грозненского нефтяного института.
В армии с июля 1941 года. В декабре 1941 года окончил ускоренные курсы Грозненского военного пехотного училища.
Участник Великой Отечественной войны с мая 1942 года в должности командира взвода в 242-й горнострелковой дивизии. 23 мая 1942 года в бою на Юго-Западном фронте был тяжело ранен, лечился в госпитале в Новочеркасске. По излечении направлен на Сталинградский фронт, где сражался в составе 107-го стрелкового полка (76-я стрелковая дивизия) в должности командира взвода разведчиков. 27 сентября 1942 года был ранен второй раз, но вернулся в строй. После третьего ранения был вновь направлен на излечение в госпиталь.
С лета 1943 года — командир роты 246-го гвардейского стрелкового полка (82-я гвардейская стрелковая дивизия). В 1943 году в составе Юго-Западного фронта освобождал Донбасс и левобережную Украину. В составе войск 3-го Украинского фронта участвовал в форсировании рек Ингулец, Ингул и Южный Буг, освобождал Одессу. В июле-августе 1944 года на 1-м Белорусском фронте участвовал в захвате и расширении плацдарма на левом берегу Вислы, освобождал Варшаву и Лодзь.
Особо отличился в боях при освобождении города Познань (ныне Польша). 19 февраля 1945 года после выхода из строя командира батальона принял командование на себя. При штурме познанской цитадели его батальоном было уничтожено до 400 и взято в плен большое число вражеских солдат и офицеров.
«За мужество и героизм, проявленные в боях с немецко-фашистскими захватчиками», Указом Президиума Верховного Совета СССР от 31 мая 1945 года гвардии капитану Абрамову Шетиелю Семёновичу присвоено звание Героя Советского Союза с вручением ордена Ленина и медали «Золотая Звезда» (№ 6495).
В конце марта 1945 года батальон под командованием Ш. С. Абрамова штурмом овладел крепостью Кюстрин (ныне Костшин-над-Одрон), а затем участвовал в штурме Берлина. За время войны был семь раз ранен.
Окончил войну уже в звании майора (присвоено 9.04.1945 г.).
В июле 1945 года направлен на учёбу в Военную академию имени М. В. Фрунзе. На полигоне академии получил тяжёлую травму и не смог продолжать военную службу. С июня 1946 года майор Ш. С. Абрамов — в запасе.
Вернулся в город Грозный, в 1949 году окончил Грозненский нефтяной институт. До 1992 года работал в Грозненском нефтяном институте, последовательно занимая должности: лаборанта, ассистента, старшего преподавателя, доцента, заведующего кафедрой общей геологии, декана геологоразведочного факультета.

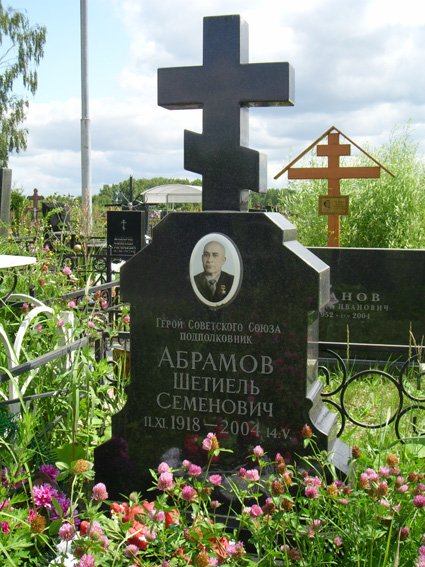
Памятник на могиле Ш. С. Абрамова

Жил в городе Грозный (Чечня), с 1993 года — в Москве. Умер 14 мая 2004 года. Похоронен на Домодедовском кладбище в Москве.

## Награды и звания
Советские государственные награды и звания:
- Герой Советского Союза № 6495 (31 мая 1945[2])
- орден Ленина № 33100 (31 мая 1945[2])
- орден Красного Знамени (11 февраля 1945[3])
- два ордена Отечественной войны I степени (29 августа 1944, 11 марта 1985[4])
- орден Отечественной войны II степени (27 мая 1944)
- орден Красной Звезды (9 августа 1943)
- медали

Заслуженный деятель науки Чечено-Ингушской АССР, кандидат геолого-минералогических наук.

## Публикации
- Нефть, её назначение, методы разведки и добычи. — Грозный, 1956;
- Богатство недр Чечено-Ингушетии. — Грозный, 1966.

## Семья
Жена — Клавдия Степановна. В годы войны Клавдия Степановна служила лейтенантом, командиром медико-санитарного взвода батальона, где в 1942 году служил Ш. С. Абрамов. Снова встретились после войны и поженились. Преподавала вместе с мужем в Грозненском нефтяном институте, в Грозненском нефтяном техникуме.
Двое детей: сын Семён и дочь Светлана. Семён окончил геологоразведочный факультет Грозненского нефтяного института и стал геофизиком, Светлана окончила Пятигорский институт иностранных языков.

## Память
В Дербенте на доме, где родился Ш. С. Абрамов, установлена мемориальная доска.